# Vestryggen
Vestryggen är en bergstopp i Antarktis. Den ligger i Västantarktis. Inget land gör anspråk på området. Toppen på Vestryggen är 920 meter över havet. Vestryggen ligger på ön Peter I Øy.
Terrängen runt Vestryggen är kuperad åt sydväst, men åt nordost är den bergig. Havet är nära Vestryggen åt sydväst. Trakten är obefolkad. Det finns inga samhällen i närheten.